# Doliocoitis atlantica
Doliocoitis atlantica is een mosdiertjessoort uit de familie van de Lichenoporidae. De wetenschappelijke naam van de soort is voor het eerst geldig gepubliceerd in 1977 door Émile Buge en Simon Tillier.